# Dornier Do 20
Il Dornier Do 20 era un progetto di idrovolante di linea a scafo centrale a lungo raggio progettato dalla Dornier-Werke GmbH nel 1935 e basato sul progetto del precedente Dornier Do X.

## Storia del progetto
Dopo la produzione di soli 3 esemplari del grande e sfortunato Do X, Claude Dornier decise di svilupparne una nuova variante nel tentativo di correggerne i problemi che si presentarono durante l'uso operativo. Il nuovo progetto, denominato Do 20, risultava in gran parte simile al suo predecessore ma con dei miglioramenti aerodinamici nella fusoliera e con l'adozione di 8 motori a ciclo Diesel della potenza di 800 PS ciascuno. Questo avrebbe consentito di poter dotare il velivolo di 60 posti a sedere e di poter avere un carico utile di 2 000 kg.
Poiché la Deutsche Lufthansa non si dichiarò disposta a condividerne lo sviluppo, il progetto venne sospeso prima di realizzare alcun esemplare.